# Santeri Ivalo
Santeri Ivalo, ursprungligen Herman Alexander Ingman, född 9 juni 1866 i Sodankylä, död 25 januari 1937 i Helsingfors, var en finländsk författare och tidningsman.
Ivalo blev student 1885 och studerade historia, blev filosofie licentiat 1894 och utgav bland annat Kaarlo IX:n jäämerenpolitiikka (1894–95; Karl IX:s ishavspolitik). Därefter uppträdde han som produktiv novellist och romanförfattare på finska språket, med god berättarförmåga och en stor portion humor. 
Bland Ivalos arbeten kan nämnas den moderna romanen Aikansa lapsipuoli (1895; "Sin tids styvbarn") samt de historiska romanerna Juho Wesainen (1893), Anna Fleming (1898) och Tuomas Piispa (1901; "Biskop Tomas", 1902). Hans fyraakters skådespel Lahjoitusmailla (1900; På donationsgodsen) med social syftning och Kustaa Eerikinpoika (1903; Gustav Eriksson) uppfördes på scenen.  
Av Ivalos senare verk märks bland annat de historiska romanerna Erämaan taistelu ("En strid i ödemarken", 1909), Viipurin pamaus ("Viborgska smällen", 1911), Pietari Särkilahti (1913), Kuningas Suomessa (Kungen [Gustav Vasa] i Finland; 1919) och Erämaan nuijamiehet (Ödemarkens klubbemän, 1922). På svenska föreligger vidare av hans arbeten "Från reservkasärnen" (1893), "En bondehöfding" (1894) och "Margareta" (1903).
Ivalo verkade som medarbetare och 1899–1904 som huvudredaktör för det ungfinska ledande organet Päivälehti och var 1918–20 huvudredaktör för Helsingin Sanomat.  Han hade särskilt intresse för sociala frågor och deltog i det politiska livet även som lantdagsman.
Han är begravd på Sandudds begravningsplats i Helsingfors.

## Utmärkelser
- Cross of Liberty 1st Division, 1st Class,  1920[2]
- Tredje klass av Estniska Röda korsets orden,  1921[3]
- Kommendör av Vasaorden[4]
- Officier de l’instruction publique[4]
- Tre Stjärnors orden, andra klass[4]
- Riddartecknet av I klass av Finlands Vita Ros’ orden[4]

[Redigera Wikidata]